# فرانز زيغلر
فرانز زيغلر (بالألمانية: Franz Ziegler) (و. 1803 – 1876 م) هو سياسي، ومؤلف، ومحامي، وشاعر قانوني ‏، وكاتب، ومحامي ألماني، توفي في برلين، عن عمر يناهز 73 عاماً.

## مناصب
تولى منصب عضو مجلس النواب الألماني للإمبراطورية الألمانية
- member of the Prussian Second Chamber ‏
- عمدة
- Member of the Customs Parliament ‏.